# Denis Irwin
Denis Joseph Irwin (Cork, 31 de outubro de 1965) é um ex-futebolista da Irlanda, que atuava como zagueiro.

## Carreira
Jogou toda sua carreira profissional, iniciada em 1983, no futebol da Inglaterra, atuando por Leeds United e Oldham Athletic. Fez sucesso no Manchester United, onde jogou durante toda a década de 1990. No total, foram 368 jogos e 22 gols com a camisa dos Red Devils.
Em 2002 foi contratado pelo Wolverhampton Wanderers, juntamente com outro ex-United, o volante Paul Ince, que o ajudaria no acesso à Premier League. Com o rebaixamento da equipe, encerrou a carreira em 2004, aos 38 anos de idade.

## Seleção
Irwin jogou pela Seleção Irlandesa durante toda a década de 1990. Antes, passou pela Seleção Sub-21 e pelo time B, sem sucesso. Tendo estreado pelos Verdes em setembro de 1990 (dois meses após a Copa da Itália) num jogo contra o Marrocos.
Seu único torneio pela seleção foi a Copa de 1994, disputando 2 jogos, contra Itália e México. Tendo perdido a vaga por opção do técnico Jack Charlton, Irwin acompanhou, do banco de reservas, a eliminação irlandesa após uma derrota por 2 a 0 frente à Holanda. Ele não chegou a disputar Eurocopas, embora tenha chegado perto de jogar a edição de 1992, porém a Irlanda ficou de fora mesmo tendo vencido a eliminada Turquia por 3 a 1, já que a Inglaterra empatou com a Polônia com um gol de Gary Lineker aos 32 minutos do segundo tempo e conquistou a vaga por apenas um ponto de vantagem.
Durante o processo de renovação do envelhecido elenco irlandês, sob o comando de Mick McCarthy (sucessor de Jack Charlton), o zagueiro quase teve a chance de jogar uma Eurocopa pela segunda vez na carreira, desta vez na 2000: a Irlanda, que ficou em segundo lugar em seu grupo (um ponto atrás da classificada Iugoslávia), caiu na repescagem contra a Turquia, que empatou os 2 jogos e se classificou devido ao gol fora de casa - a partida de volta, em Bursa, foi a última de Irwin, que não voltaria a ser convocado por McCarthy para as eliminatórias da Copa de 2002.
Irwin era um jogador de técnica limitada, porém taticamente era um jogador que cumpria muito bem as funções que lhe eram designadas dentro do jogo, compensando sua pouca técnica.